# Sauropus villosus
Sauropus villosus là một loài thực vật có hoa trong họ Diệp hạ châu. Loài này được (Blanco) Merr. miêu tả khoa học đầu tiên năm 1934.

## Hình ảnh

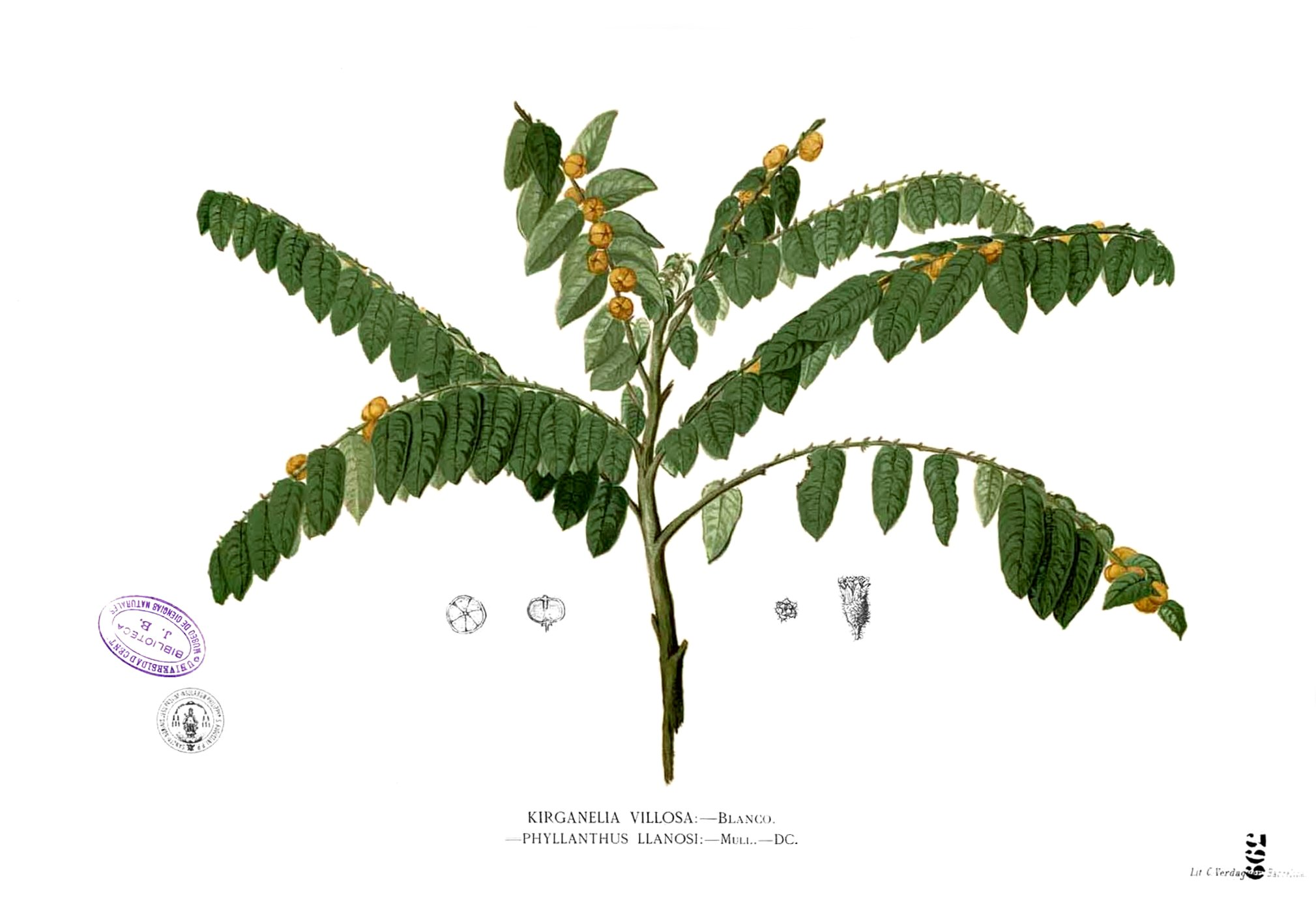
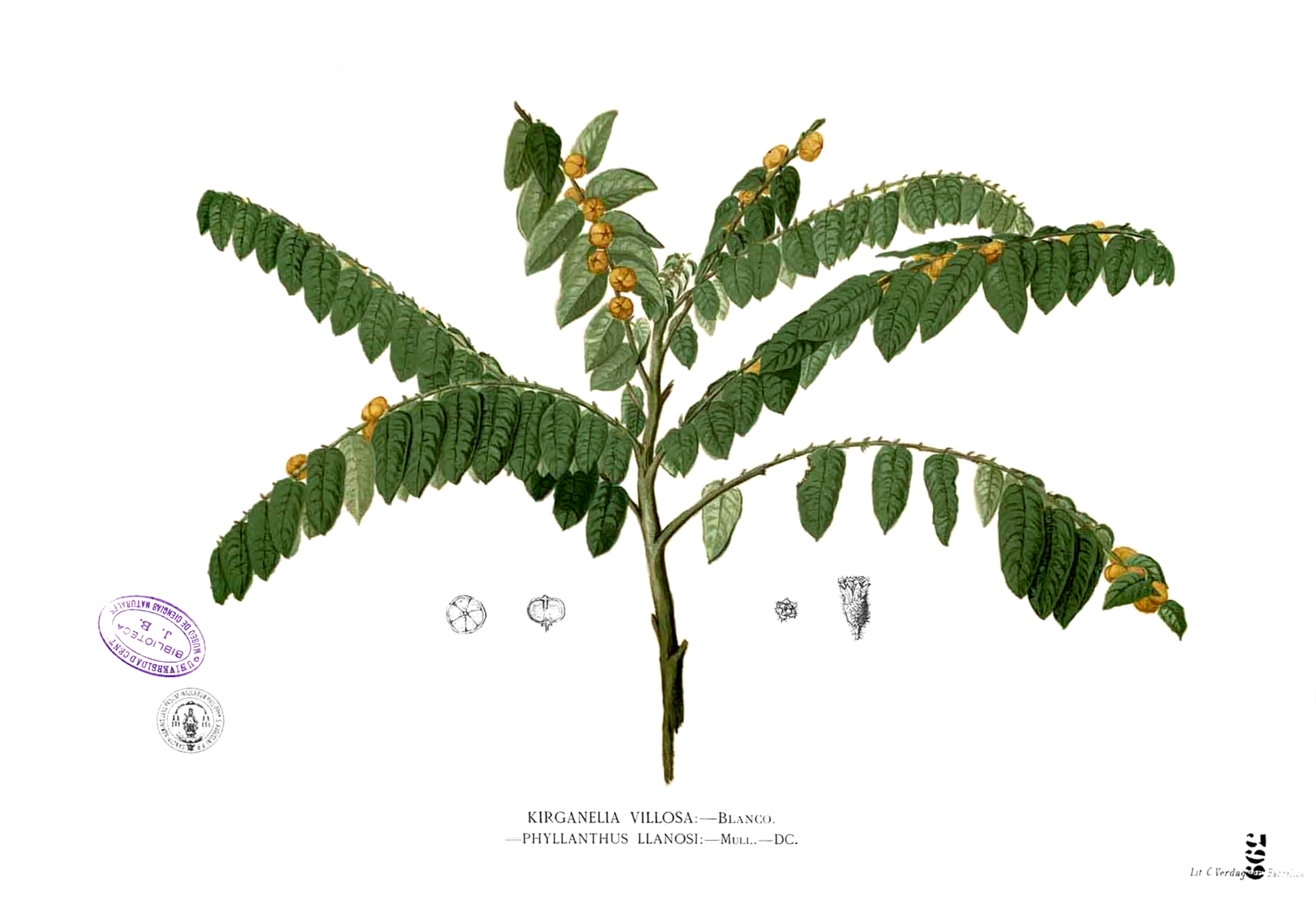